# Wysokie Litewskie (gmina)
Wysokie Litewskie – dawna gmina wiejska istniejąca do 1939 roku w woj. poleskim (obecnie na pograniczu Polski i Białorusi). Siedzibą gminy było Wysokie Litewskie, które stanowiło odrębną gminę miejską (2348 mieszk. w 1921 roku).
W okresie międzywojennym gmina Wysokie Litewskie należała do powiatu brzeskiego w woj. poleskim. 18 kwietnia 1928 roku do gminy przyłączono część zniesionej gminy Połowce. 1 kwietnia 1932 roku do gminy Wysokie Litewskie przyłączono wieś Zubacze z gminy Wierzchowice (należącą uprzednio do gminy Połowce). 20 kwietnia 1934 roku część obszarów gminy Wysokie Litewskie (3 przedmieścia i dwór majątku Wysokie Litewskie) przyłączono do miasta Wysokie Litewskie. 
Niewielka część obszaru dawnej gminy Wysokie Litewskie, składająca się m.in. z miejscowości Tokary, Wilanowo i (od 1932) Zubacze (obok skrawków gmin Wierzchowice, Wołczyn i Miedna) jest jedynym fragmentem woj. poleskiego, który po 1945 roku pozostał w Polsce (przyłączonym do powiatu bielskiego w woj. białostockim). W skład terenów tych wchodzi także część obszaru zniesionej w 1928 gminy Połowce, przyłączonej do gmin Wysokie Litewskie i Wierzchowice. Po wojnie obszar gminy Wysokie Litewskie (oprócz ww. fragmentów, które pozostały w Polsce i z których powstała gmina Klukowicze) wszedł w struktury administracyjne Związku Radzieckiego.
Zobacz też: Gmina Wysokie